# Papagomys armandvillei
Papagomys armandvillei є видом пацюків з Індонезії.

## Поширення й екологія
Цей вид є ендеміком острова Флорес, Індонезія. Він був зафіксований між рівнем моря та високими висотами на Флоресі. Вважається, що він зустрічається в ряді типів лісу, включаючи порушені ділянки та вторинне зростання, але не очікується, що він буде присутній у сильно розчищених районах.

## Загрози
На великий вид полюють безпосередньо заради їжі, але незрозуміло, чи призведе це до значного скорочення популяції. Ймовірно, на нього не сильно впливає втрата середовища проживання через нерівну природу острова Флорес. Коти й собаки вважаються хижаками цього виду.